# José Pedro Turena
José Pedro Turena war ein uruguayischer Politiker.
Turena gehörte der Partido Nacional an. Er saß als Abgeordneter für das Departamento Montevideo in der 28. Legislaturperiode vom 15. Februar 1923 bis zum 14. Februar 1926 in der Cámara de Representantes.